# Mistrzostwa Europy w Lekkoatletyce 1966 – sztafeta 4 × 100 m mężczyzn
Sztafeta 4 × 100 metrów mężczyzn była jedną z konkurencji rozgrywanych podczas VIII Mistrzostw Europy w Budapeszcie. Biegi eliminacyjne zostały rozegrane 3 września, a bieg finałowy 4 września 1966 roku. Zwycięzcą tej konkurencji została sztafeta Francji w składzie: Marc Berger, Jocelyn Delecour, Claude Piquemal i Roger Bambuck. W rywalizacji wzięło udział czterdziestu ośmiu zawodników z dwunastu reprezentacji.

## Rekordy
| Rekord świata     | Stany Zjednoczone · (Paul Drayton, Gerald Ashworth, Richard Stebbins, Bob Hayes)  | 39,0 | Tokio, Japonia      | 21.10.1964 |
| Rekord Europy     | Francja · (Paul Genevay, Jean-Louis Brugier, Bernard Laidebeur, Jocelyn Delecour) | 39,2 | Annecy, Francja     | 18.07.1964 |
| Rekord mistrzostw | Niemcy · (Klaus Ulonska, Peter Gamper, Jochen Bender, Manfred Germar)             | 39,5 | Belgrad, Jugosławia | 16.09.1962 |

## Wyniki

### Eliminacje
Bieg 1
| Miejsce | Reprezentacja   | Zawodnicy                                                                    | Czas | Uwagi |
| ------- | --------------- | ---------------------------------------------------------------------------- | ---- | ----- |
| 1       | NRD             | Harald Eggers, Heinz Erbstößer, Rainer Berger, Hermann Burde                 | 39,8 | Q     |
| 2       | Włochy          | Ennio Preatoni, Ippolito Giani, Nello Simoncelli, Sergio Ottolina            | 40,0 | Q     |
| 3       | Wielka Brytania | Lynn Davies, Ron Jones, Menzies Campbell, Barrie Kelly                       | 40,0 | Q     |
| 4       | Holandia        | Piet Tamminga, Leo de Winter, Wim Blom, Rob Heemskerk                        | 40,0 | Q     |
| 5       | Polska          | Zbysław Anielak, Jan Werner, Marian Dudziak, Wiesław Maniak                  | 40,6 |       |
| 6       | Grecja          | Panajotis Nikolaidis, Charis Ajwaljotis, Nikolaos Argiris, Jeorios Mikelidis | 41,4 |       |
| 7       | Albania         | Tomi Stefanllari, Bashkim Pacrami, Rasim Kraja, Clirim Balluku               | 42,8 |       |

Bieg 2
| Miejsce | Reprezentacja  | Zawodnicy                                                            | Czas | Uwagi |
| ------- | -------------- | -------------------------------------------------------------------- | ---- | ----- |
| 1       | Francja        | Marc Berger, Jocelyn Delecour, Claude Piquemal, Roger Bambuck        | 39,5 | Q CR  |
| 2       | RFN            | Manfred Knickenberg, Dieter Enderlein, Hans-Jürgen Felsen, Gert Metz | 39,8 | Q     |
| 3       | ZSRR           | Edwin Ozolin, Amin Tujakow, Borys Sawczuk, Nikołaj Iwanow            | 39,8 | Q     |
| 4       | Czechosłowacja | Petr Utěkal, Herbert Bende, Jiří Kynos, Ladislav Kříž                | 40,6 | Q     |
| 5       | Węgry          | Imre Babos, Huba Rozsnyai, Lajos Hajdú, Gyula Rábai                  | 40,7 |       |

### Finał
| Miejsce | Reprezentacja   | Zawodnicy                                                            | Czas | Uwagi |
| ------- | --------------- | -------------------------------------------------------------------- | ---- | ----- |
| 1       | Francja         | Marc Berger, Jocelyn Delecour, Claude Piquemal, Roger Bambuck        | 39,4 | CR    |
| 2       | ZSRR            | Edwin Ozolin, Amin Tujakow, Borys Sawczuk, Nikołaj Iwanow            | 39,8 |       |
| 3       | RFN             | Manfred Knickenberg, Dieter Enderlein, Hans-Jürgen Felsen, Gert Metz | 39,8 |       |
| 4       | NRD             | Harald Eggers, Rainer Berger, Heinz Erbstößer, Hermann Burde         | 40,0 |       |
| 5       | Wielka Brytania | Lynn Davies, Ron Jones, Menzies Campbell, Barrie Kelly               | 40,1 |       |
| 6       | Włochy          | Ennio Preatoni, Ippolito Giani, Nello Simoncelli, Sergio Ottolina    | 40,2 |       |
| 7       | Czechosłowacja  | Petr Utěkal, Herbert Bende, Jiří Kynos, Ladislav Kříž                | 40,6 |       |
| 8       | Holandia        | Piet Tamminga, Leo de Winter, Wim Blom, Rob Heemskerk                | 40,7 |       |